# Alex Hepburn
Alex Hepburn (* 25. Dezember 1986 in London) ist eine britische Sängerin und Songwriterin. Ihr Stil bewegt sich zwischen Blues, Rock und Soul. Ihre Stimme wird häufig mit der von Janis Joplin verglichen.

## Biografie
Die Tochter schottischer Eltern wurde in London geboren und lebte einige Jahre in Südfrankreich. Erste Bekanntheit erlangte sie durch Musikvideos im Internet.
2011 trat sie im Vorprogramm von Bruno Mars auf. Im November 2012 erschien ihre Single Under, am 12. April 2013 ihr Debütalbum Together Alone. Beide waren besonders im französischsprachigen Raum (Frankreich, Belgien, Schweiz) erfolgreich.
In Deutschland erschien ihr Album Together Alone am 14. Juni 2013.
Alex Hepburn zählt Jimi Hendrix, Jeff Buckley, Etta James und Billie Holiday zu ihren Vorbildern.

## Diskografie

### Alben
- 2013: Together Alone
- 2019: Things I’ve Seen

### EPs
- 2012: Pain Is
- 2018: If You Stay

### Singles
- 2012: Under
- 2013: Miss Misery
- 2018: I Believe
- 2019: Take Home to Mama
- 2023: Fantasy (mit Azteck, PS1)
- 2023: Anybody Out There (mit Hardwell, Azteck)
- 2023: I'm A Woman (mit ESSEL)

## Auszeichnungen für Musikverkäufe
| Goldene Schallplatte - Belgien - 2013: für die Single Under - Frankreich - 2014: für die Single Under | Platin-Schallplatte - Frankreich - 2013: für das Album Together Alone |

Anmerkung: Auszeichnungen in Ländern aus den Charttabellen bzw. Chartboxen sind in ebendiesen zu finden.
| Land/RegionAuszeichnungen für Musikverkäufe (Land/Region, Auszeichnungen, Verkäufe, Quellen) | Gold     | Platin     | Verkäufe | Quellen      |
| -------------------------------------------------------------------------------------------- | -------- | ---------- | -------- | ------------ |
| Belgien (BRMA)                                                                               | Gold1    | —          | 15.000   | ultratop.be  |
| Frankreich (SNEP)                                                                            | Gold1    | Platin1    | 175.000  | infodisc.fr  |
| Schweiz (IFPI)                                                                               | Gold1    | Platin1    | 40.000   | hitparade.ch |
| Insgesamt                                                                                    | 3× Gold3 | 2× Platin2 |          |              |